# Phytoplasma castaneae
Phytoplasma castaneae è una specie di batterio appartenente alla famiglia delle Acholeplasmataceae.